# Sara Canning
Sara Canning (Gander, 14 luglio 1987) è un'attrice canadese.

## Biografia

### Primi anni
Sara Canning, nata a Gander, Terranova, Canada, è figlia di Wayne e Daphne Canning ed è stata cresciuta a Sherwood Park, vicino ad Edmonton, Alberta. Da bambina e adolescente ha gareggiato in competizioni di pattinaggio di figura e ha iniziato ad interessarsi di teatro quando frequentava la F.R. Haythorne Junior High. Ha partecipato ad alcune performance teatrali mentre era al Bev Facey Community High School e ha recitato in alcuni spettacoli nel teatro Festival Place.
Il suo debutto teatrale da professionista è avvenuto all'età di diciotto anni al Citadel Theatre ad Edmonton nell'opera di George Orwell, 1984. Ha studiato arte alla University of Alberta e ha preso in considerazione la carriera di giornalista. All'età di diciannove anni ha abbandonato l'università e si è trasferita a Vancouver per affermarsi come attrice.

### Carriera
Dopo aver trovato un agente, ha iniziato la sua carriera televisiva in serie e produzioni televisive a Vancouver. In quei tempi lavorava in un ristorante e doveva prendersi dei giorni di ferie per girare. Il suo primo ruolo è stato in Paparazzi Princess: The Paris Hilton Story, nel 2008 in cui interpretava il ruolo di Nicky Hilton. Nel 2009, è stata guest star in Smallville e Kyle XY e ha interpretato il ruolo di Anne Sluti, una diciassettenne rapita da un pazzo criminale interpretato da James Van Der Beek, nel film televisivo "Taken in Broad Daylight".
Interpreta il ruolo fisso di Jenna Sommers nella serie televisiva The Vampire Diaries nella prima e nella seconda stagione. Ha recitato nel tredicesimo episodio, The Slice Girls, della settima stagione di Supernatural nel ruolo di Layla, amazzone che va a letto con Dean per cercare di rimanere incinta.

### Vita privata
La notte del 22 agosto 2009, Sara Canning, le colleghe Candice Accola, Kayla Ewell, Nina Dobrev, Krystal Vayda e il fotografo Tyler Shields furono arrestati su un ponte della Interstate 75, a Forsyth (Georgia), durante un servizio fotografico promozionale per The Vampire Diaries, dopo una segnalazione degli automobilisti disturbati dai flash, che lamentavano la presenza di alcune ragazze appese a cavallo del ponte. I sei furono portati all'ufficio dello sceriffo e accusati di condotta disordinata.

## Filmografia

### Cinema
- Slap Shot 3, regia di Richard Martin (2008)
- Black Field, regia di Danishka Esterhazy (2009)
- L'errore perfetto (The Right Kind of Wrong), regia di Jeremiah S. Chechik (2013)
- The War - Il pianeta delle scimmie (War for the Planet of the Apes), regia di Matt Reeves (2017)
- Level 16, regia di Danishka Esterhazy (2018)

### Televisione
- Paparazzi Princess: The Paris Hilton Story, regia di Terry Ingram – film TV (2008)
- Smallville – serie TV, episodi 8x01 - 8x02 (2008)
- Kyle XY – serie TV, episodio 3x04 (2009)
- Taken in Broad Daylight, regia di Gary Yates – film TV (2009)
- Ballo di nozze (Come Dance at My Wedding), regia di Mark Jean – film TV (2009)
- Black Rain, regia di Ron Oliver – film TV (2009)
- I 5 - Il killer dell'autostrada (The Hunt for the I-5 Killer), regia di Allan Kroeker – film TV (2011)
- Primeval: New World – serie TV, 13 episodi (2012)
- Supernatural – serie TV, episodio 7x13 (2012)
- The Vampire Diaries – serie TV, 34 episodi (2009-2017) Jenna Sommers
- Hannah's Law, regia di Rachel Talalay – film TV (2012)
- Una serie di sfortunati eventi (A Series of Unfortunate Events) – serie TV, 10 episodi (2017)
- C'era una volta (Once Upon a Time) – serie TV, episodio 7x15 (2018)
- Van Helsing – serie TV, episodio 3x11 (2018)
- Nuove radici (Amish Abduction), regia di Ali Liebert - film TV (2019)
- A Christmas Star - film tv (2021)
- Un Fidanzato per Natale (Coupled Up for Christmas), regia di Dylan Pearce - film TV (2023).

### Home video
- The Banana Splits Movie, regia di Danishka Esterhazy (2019)

## Doppiatrici italiane
Nelle versioni in italiano delle opere in cui ha recitato, Sara Canning è stata doppiata da:
- Alessandra Bellini in L'errore perfetto
- Claudia Catani in The Vampire Diaries
- Rossella Izzo in The Vampire Diaries (ep. 5x11)
- Valentina Pallavicino in Sì lo voglio, credo
- Giovanna Nicodemo in Nuove radici
- Eleonora Reti in C'era una volta
- Ilaria Latini in Una serie di sfortunati eventi